# Konrad Adenauer
Konrad Hermann Joseph Adenauer, född 5 januari 1876 i Köln, död 19 april 1967 i Rhöndorf i Bad Honnef, Nordrhein-Westfalen, var en tysk jurist och politiker. Adenauer var överborgmästare i Köln före andra världskriget, västtysk förbundskansler 1949–1963 och utrikesminister 1951–1955. Efter kriget var han kristdemokrat (CDU).

## Biografi
Konrad Adenauer var det tredje av fem barn till Johann Konrad Adenauer (1833–1906) och hans fru Helene, född Scharfenberg, (1849–1919). Familjen präglades av den romersk-katolska kristendomen.
Konrad Adenauer tog studenten 5 mars 1894 vid Apostelgymnasium i Köln. Han studerade sedan juridik och statskunskap vid universiteten i Freiburg im Breisgau, München och Bonn. Han gick med i flera katolska studentföreningar. Han tog sin första juridiska statsexamen 1897 och den andra följde 1901. Mellan 1903 och 1905 företrädde han justitierådet Hermann Kausen vid Oberlandesgericht Köln. År 1906 gick Adenauer med i Centrumpartiet och en politisk karriär i Köln tog vid. 22 juli 1909 valdes han till första ställföreträdare för Kölns överborgmästare Max Wallraf.

### Överborgmästare i Köln
Konrad Adenauer valdes 18 september 1917 till Oberbürgermeister i Köln och var vid sitt tillträde den yngsta borgmästaren någonsin för en tysk storstad. Under hans tid som borgmästare skapades bland annat Koelnmesse, Kölns stora mässområde, och en rad andra projekt drogs upp; bland annat gjordes den gamla preussiska befästningen gjordes om till grönområde. Adenauer låg också bakom Ford Motor Companys etablering i staden. Köln hamnade dock i stora ekonomiska problem precis som övriga i Tyskland i slutet av 1920-talet.
Från 1920 till 1933 var han president i det preussiska statsrådet med stöd av Centrumpartiet, Tysklands socialdemokratiska parti och DDP. I Weimarrepubliken var han flera gånger aktuell som rikskanslerkandidat.

### Adenauer i Nazityskland
Adenauer var borgmästare fram till 1933 då nazisterna avskedade honom och även fråntog honom presidentposten i det preussiska statsrådet. Adenauer hade bland annat vägrat att skaka hand med en nazistisk ledare vid dennes besök. Under åren 1933–1934 levde Adenauer gömd som munk på klostret Maria Laach, där hans skolkamrat Idelfons Herwegen var abbot.
I samband med den så kallade långa knivarnas natt 1934 fängslades Adenauer under två dagar.
Under andra världskriget greps han flera gånger av nazisterna, bland annat efter attentatet mot Hitler den 20 juli 1944 (20 juli-attentatet), vilket han dock inte var inblandad i. I september 1944 flydde han från koncentrationslägret på Kölns mässområde. Efter krigsslutet 1945 blev Adenauer under en kort period återinsatt som borgmästare i Köln.

### Förbundskansler 1949–1963
Adenauer var redan till åren, 73 år, vid sitt makttillträde som Västtysklands förste förbundskansler 1949 men hade pondus som en obefläckad person som kunde ta sig an rollen som ledare för den nybildade staten. Han blev en landsfader i 1950-talets Wirtschaftswunder och förknippas med landets uppgång efter att ha legat i ruiner.
Adenauer knöt Västtyskland starkt till västmakterna och 1955 blev Västtyskland medlem i Nato och fick på nytt en egen försvarsmakt, Bundeswehr. Utrikespolitiskt drev Adenauer starkt Hallstein-doktrinen. En av hans största utrikespolitiska framgångar kom 1955 då han vid ett toppmöte i Moskva kunde komma överens med den sovjetiska delegationen om att de tyska krigsfångar som fortfarande satt i Sovjetunionen skulle få komma hem ("Heimkehr der Zehntausend").
Adenauer låg också bakom die Wiedergutmachung då Västtyskland slöt avtal med Israel.
År 1963 skrev Adenauer tillsammans med Frankrikes president Charles de Gaulle under det tyska-franska vänskapsfördraget, Élysée-fördraget, som visade hur de forna ärkefienderna närmat sig varandra efter 1945. Adenauer drev starkt målet om en försoning mellan Frankrike och Tyskland inom ramen för det europeiska samarbetet.
Hans post som förbundskansler togs över av en av hans närmaste män, finansministern Ludwig Erhard, 1963. De sista åren tillbringade han i sin villa i Rhöndorf utanför Köln. Huset går idag att besöka och ser ut precis som när Adenauer bodde där.

## Utmärkelser

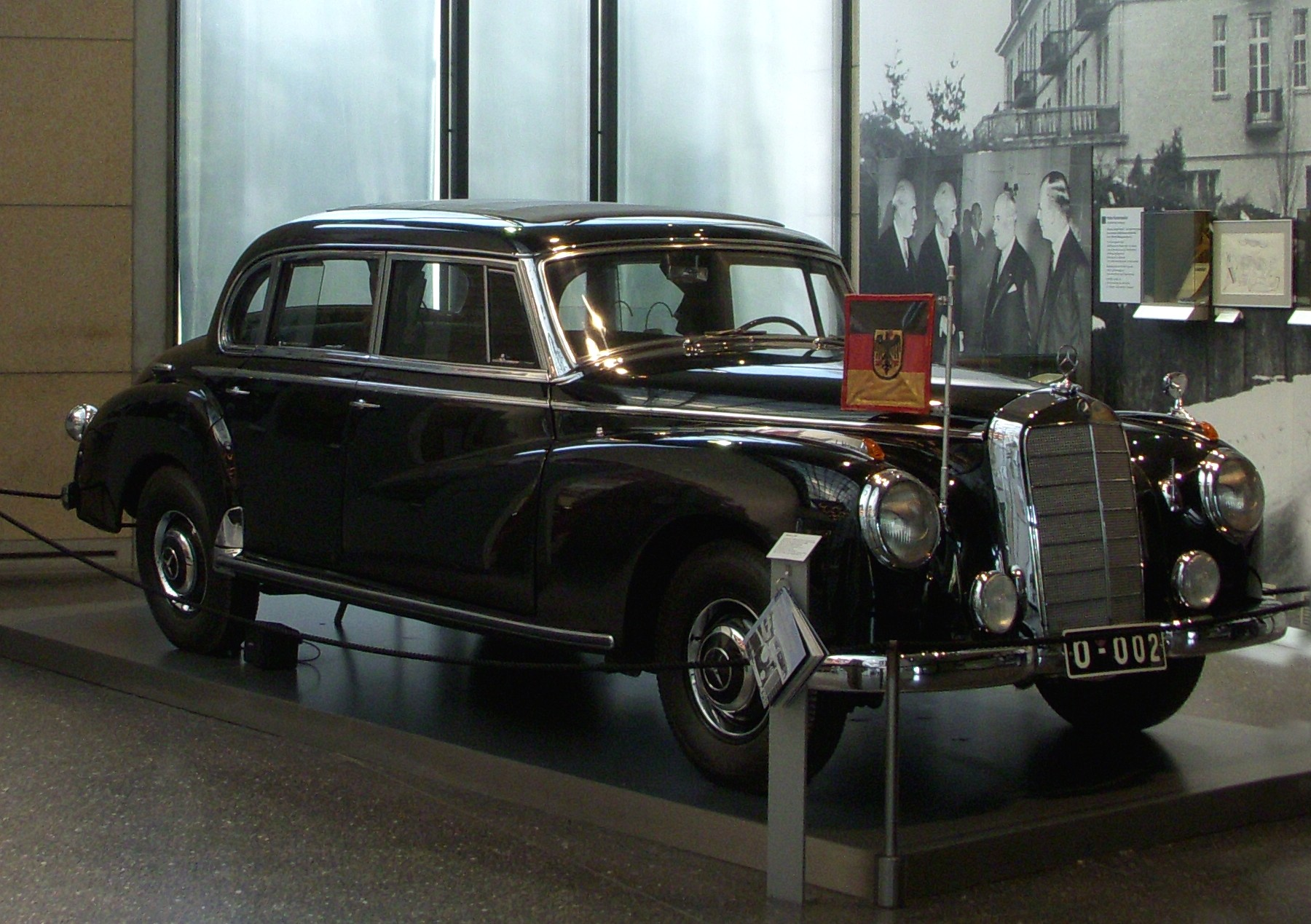
Konrad Adenauers tjänstebil (Mercedes-Benz W186) i Haus der Geschichte i Bonn.

Adenauer fick en rad olika utmärkelser och hyllningar genom åren. Adenauer var hedersmedborgare i flera tyska städer och mottog flera ordnar. Han blev utnämnd till hedersdoktor 23 gånger.
Stiftelsen och tankesmedjan Konrad-Adenauer-Stiftung med säte i Berlin är kopplad till CDU och CDU:s particentral i Berlin heter Konrad-Adenauer-Haus. Adenauer är hedersmedborgare i Berlin. Köln-Bonns flygplats bär Adenauers namn. Mercedes-Benz största modell under 1950-talet, Mercedes-Benz W186, är allmänt känd som Adenauer.
Till hans och de Gaulles ära delas Adenauer-de Gaulle-priset ut till personer som verkar för det tysk-franska samarbetet.

### Tyska ordnar
- Storkors av särskilda klassen av Förbundsrepubliken Tysklands förtjänstorden (januari 1954)
- Fjärde klassen av Röda örns orden (1918)
- Bayerns förtjänstorden (maj 1958)

### Utländska ordnar
- Kristusorden (september 1963)[3]
- Gyllene sporrens orden (december 1955)
- Hedersriddare av Tyska orden (1958)
- Storkors av Heliga gravens orden (1964)
- Storkors av Hederslegionen (1962)
- Storkors av Isabella den katolskas orden (1967)[3]
- Stor hedersdekoration av Österrikiska republikens förtjänstorden (första republiken, 1927)
- Stor hedersdekoration i guld med ordensband av Österrikiska republikens förtjänstorden (1956)[4]
- Storkors av Italienska republikens förtjänstorden (1953)
- Stora riddarkorset Sankt Mikaels och Sankt Georgsorden (1956)[3][5]
- Stora riddarkorset av  Nederländska Lejonorden (1960)
- Riddare av Malteserorden (1951)
- Södra korsets orden (juli 1953)
- San Martín Befriarens orden
- Storkors av Solorden (1953)[3]
- Officerare av Andernas kondorsorden (1955)[3]
- Uppgående solens orden (1960)[3]
- Uppgående solens orden med Paulowniablommor (1963)[3]